# Regeringen Erik Eriksen
Regeringen Erik Eriksen var Danmarks regering 30. oktober 1950 – 30. september 1953.
Ændringer: 13. september 1951, 24. april 1952, 30. april 1952
Grundloven af 1953 blev som sine forgængere i 1849 og 1915 underskrevet af det samlede statsråd den 5. juni. Statsrådet bestod af kong Frederik 9., Arveprins Knud og de følgende ministre i Regeringen Erik Eriksen.
Den bestod af følgende ministre fra Venstre og Det Konservative Folkeparti:
- Statsminister: Erik Eriksen (V)
- Udenrigsminister: Ole Bjørn Kraft (KF)
- Finansminister: Thorkil Kristensen (V)
- Indenrigs- og boligminister: Aksel Møller (KF)
- Justitsminister: Helga Pedersen (V)
- Undervisningsminister: Flemming Hvidberg (KF)
- Kirkeminister: Jens Sønderup (V) til 13. september 1951, derefter Carl Hermansen (V)
- Forsvarsminister: Harald Petersen (V)
- Minister for offentlige arbejder: Victor Larsen (KF) til 24. april 1952, derefter fra 30. april 1952 Jørgen Jørgensen (Ullerup) (KF)
- Landbrugsminister: Henrik A.R. Hauch (V) til 13. september 1951, derefter Jens Sønderup (V)
- Fiskeriminister: Knud Rée (V)
- Minister for handel, industri og søfart: Ove Weikop (KF) til 13. september 1951, derefter Aage L. Rytter (KF)
- Arbejds- og socialminister: Poul Sørensen (KF)